# Géla Babluani
Géla Babluani (Tbilisi, 1º gennaio 1979) è un regista georgiano.

## Biografia
Figlio del regista e attore georgiano Temur Babluani, a 17 anni si è recato insieme ai tre fratelli a studiare in Francia, dove ha iniziato ad appassionarsi di cinema. Nel 2002 ha esordito come regista con il cortometraggio A Fleur de Peau. Nel 2005 ha realizzato il primo lungometraggio, 13 Tzameti, che ha riscosso un buon successo di critica ottenendo anche numerosi premi, tra cui il Premio Luigi de Laurentiis per la miglior opera prima alla Mostra del Cinema di Venezia del 2005 e il Gran premio della giuria al Sundance Film Festival del 2006.
Nel 2010 ha lavorato al film 13, remake in chiave hollywoodiana di 13 Tzameti, con budget molto più alto ed attori di livello internazionale come Mickey Rourke e Ben Gazzara.

## Filmografia
- A Fleur de Peau (2002) - cortometraggio
- 13 Tzameti (2005)
- L'héritage (2006)
- Money Is Money, Baby! (2009)
- 13 - Se perdi... muori (13) (2010)